# Konstantin Sergejewitsch Tschistjakow
Konstantin Sergejewitsch Tschistjakow (russisch Константин Сергеевич Чистяков, englisch Konstantin Sergeyevich Chistyakov; * 19. März 1970 in Ufa) ist ein ehemaliger sowjetisch-russischer Skirennläufer.

## Karriere
Tschistjakow gab sein internationales Renndebüt bei den Juniorenweltmeisterschaften 1987 in Sälen bzw. Hemsedal, wobei er mit Rang 15 in der Abfahrt seine beste Platzierung erreichte.
Ein Jahr später feierte er den größten Erfolg seiner Karriere. Bei den Juniorenweltmeisterschaften in Madonna di Campiglio gewann er die Goldmedaille in der Kombination. Im Super-G und im Riesenslalom verpasste er jeweils als Vierter knapp weitere Medaille. Im Super-G betrug sein Rückstand auf den Drittplatzierten Peter Rzehak lediglich 15 Hundertstelsekunden, im Riesenslalom fehlten ihm auf Jeremy Nobis genau zwei Zehntelsekunden.
Aufgrund dieses Erfolges wurde Tschistjakow für die Olympischen Winterspiele in Calgary nominiert. Dort erreichte er im Riesenslalom den 35. Platz, im Super-G und Slalom schied er jeweils aus.
1991 erreichte Tschistjakow bei den Weltmeisterschaften in Saalbach-Hinterglemm sein bestes Ergebnis bei einem internationalen Großereignis. In der Alpinen Kombination belegte er den 18. Rang.
Nach dem Zerfall der Sowjetunion startete Tschistjakow für das Vereinte Team bzw. in weitere Folge Russland. So gewann er am 12. Januar 1992 beim Super-G in Garmisch-Partenkirchen seine ersten Weltcuppunkte.
Nach der Saison 1991/92 bestritt Tschistjakow 10 Jahre lang keine internationalen Rennen. 2002 startete er noch bei vier FIS-Rennen in Kirowgrad, seitdem ist er nicht mehr als Rennläufer in Erscheinung getreten.

## Erfolge

### Olympische Winterspiele
- Calgary 1988: 35. Riesenslalom, DNF Super-G, DNF Slalom
- Albertville 1992: 22. Super-G, 24. Abfahrt, DNF Alpine Kombination

### Weltmeisterschaften
- Vail 1989: 33. Riesenslalom[2], 39. Abfahrt[3], 44. Super-G[4], DNF Slalom[5]
- Saalbach-Hinterglemm 1991: 18. Alpine Kombination, 29. Abfahrt[6], 37. Riesenslalom[7], DNF Super-G[8], DNS Slalom[9]

### Juniorenweltmeisterschaften
- Sälen/Hemsedal 1987: 15. Abfahrt, 17. Riesenslalom
- Madonna di Campiglio 1988: 1. Kombination, 4. Riesenslalom, 4. Super-G, 12. Slalom, 13. Abfahrt
- Aleyska 1989: 11. Abfahrt, 19. Riesenslalom, 23. Super-G